# Ходорф
Ходорф (нем. Hodorf) — община в Германии, в земле Шлезвиг-Гольштейн. 
Входит в состав района Штайнбург. Подчиняется управлению Итцехё-Ланд.  Население составляет 215 человек (на 31 декабря 2010 года). Занимает площадь 7,5 км².